# Mullinnix (Schiff)
Die USS Mullinnix (DD-944) war ein Zerstörer der Forrest-Sherman-Klasse der United States Navy. Sie war benannt nach Konteradmiral Henry M. Mullinnix.

## Geschichte

### Bau und Indienststellung
Geordert am 23. Oktober 1954, wurde die Mullinix am 5. April 1956 bei Bethlehem Steel in Quincy, Massachusetts auf Kiel gelegt. Nach der Taufe durch die Witwe des Namensgebers, Mrs. Kathryn F. Mullinnix, lief der Zerstörer am 18. März 1957 vom Stapel. Die Indienststellung bei der US Navy erfolgte nach weiteren Ausrüstungsarbeiten am 7. März 1958.

### Dienstzeit
Die Mighty Mux, wie das Schiff von seiner Besatzung bald genannt wurde, operierte zumeist im Atlantik und der Karibik, unternahm aber auch mehrere Fahrten mit der 6. Flotte im Mittelmeer. 1966 gehörte der Zerstörer zur Bergungsflotte der Gemini 8-Landekapsel im Atlantik, im August 1967 war sie Teil der Bergungsflotte für den unbemannten Test AS-202 des Apollo-Raumschiffs. Dieser Einsatz schloss sich an einen dreimonatigen Aufenthalt im Westpazifik, vor der Küste Vietnams, sowie die erste Weltumrundung des Zerstörers an. Bis zur Außerdienststellung am 11. August 1983 operierte die Mullinix dann wieder in atlantischen Gewässern.

### Verbleib
Nach ihrer Ausmusterung verblieb die Mullinix bis zum 26. Juli 1990 in der Reserveflotte, dann wurde sie aus den Schiffsregistern gestrichen. Am 23. August 1992 wurde sie als Zielschiff während einer Übung versenkt.